# Joey Jordison
Nathan "Joey" Jordison (født Nathan Jonas Jordison 26. april 1975, død 26. juli 2021) var guitarist i bandet Murderdolls. Han var tidligere
trommeslager i bandet Slipknot 
Han var berygtet for sin "double-kick"-teknik, der var en særligt aggressiv spillestil. Han har desuden præsteret at tromme, mens han stod på hovedet, samt brækket tre ribben i forbindelse med en tredobbelt saltomortale.
Han spillede på guitar i glam metal/horror punk-bandet Murderdolls, som blev stiftet i 2000.

## Joey Jordisons maske
Alle medlemmerne af Slipknot bærer maske, og der er en særlig mening bag hver af bandets masker – de afspejler personerne bag. For Jordisons vedkommende afspejlede masken en personlig oplevelse: Da han som dreng en gang vendte sent hjem fra halloween, bar hans mor masken, som skræmte hendes søn fra vid og sans.
En helt hvid maske blev brugt til albummet Mate Feed Kill Repeat. I forbindelse med albummet Slipknot blev masken tilføjet med et par striber og prikker. I Iowa blev masken malet med kunstigt blod. Til Vol. 3 fik masken en række forskellige designs.
Jordison udtalte på et tidspunkt: "Designet muliggør den til at føle, hvordan du ønsker den skal føle; uhyggelig, ond eller pervers. Alle de ting indeholdt i én maske."